# فراز و نشیب‌ها
فراز و نشیب‌ها (انگلیسی: Ups and Downs) یک فیلم کمدی صامت کوتاه به کارگردانی بابی برنز و والتر استال است که در سال ۱۹۱۵ منتشر شد. از بازیگران این فیلم می‌توان به اولیور هاردی اشاره کرد.